# Pont Bolduc
Le pont Bolduc est un pont couvert à Chaudière-Appalaches (Québec, Canada).
Ce pont en bois à une voie est de type ferme Town élaboré (ou québécois) : il s'agit d'un modèle modifié par le ministère de la Colonisation du Québec pour le rendre encore plus économique.
Il est nommé selon ses constructeurs, soit Lucien Bolduc et son père. D'autres citoyens ont également participé à sa construction, tels que Télesphore Dupuis.
Il a été réparé au niveau des culées en 1957, 1981, 1991, et 2011. Des gabarits ont été installés à ce pont en 1991. Au fil des années, il y a eu de nombreux accidents sur le pont en raison de la faible hauteur de passage et de l'obscurité à l'intérieur.
En juin 2014, le pont a été remplacé par un pont qui offre moins de limites de charges et de hauteur. La structure a été déplacée et se trouve à quelques mètres du nouveau pont. Il reste accessible par les piétons et il est muni d'une aire de pique-nique.
Celui-ci est reconnu comme un élément d’intérêt patrimonial par la MRC des Appalaches. Il est reconnu comme site historique de Sainte-Clotilde. Le pont est inventorié dans le répertoire du patrimoine culturel du Québec.